# Ключ 214
Ключ 214 (трад. и упр. 龠) — ключ Канси со значением «флейта»; единственный ключ состоящий из семнадцати штрихов.
В словаре Канси есть 21 символ (из 49 030), которые можно найти c этим радикалом.

## История
Древняя идеограмма изображала бамбуковую свирель с несколькими отверстиями (с тремя, шестью или семью отверстиями).
В качестве ключевого знака иероглиф используется редко.
В словарях находится под номером 214.

## Древние изображения

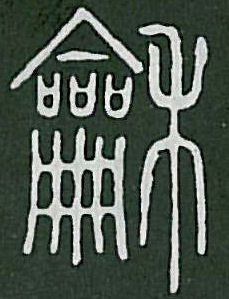
Вид в Шуовень
Вид в Цзягувэнь
Вид в Цзиньвэнь
Вид в большой печати Чжуаньшу
Вид в малой печати Чжуаньшу

## Значение
1. Древний духовой инструмент свирель, бывает с тремя, шестью или семью отверстиями.
2. Единица древней вместимости.
3. Все современные свирели.

## Варианты прочтения
- кит. 龠, пиньинь yuè, юэ.
- яп. やく, yaku, яку;
- кор. 피리 piri, пхири?, 약 yak, як?.

## Примеры иероглифов
| Доп. штрихи | Иероглифы |
| ----------- | --------- |
| 0           | 龠        |
| 4           | 䶳 龡     |
| 5           | 龢        |
| 8           | 䶴 龣     |
| 9           | 龤 龥     |
| 10          | 䶵        |

- Примечание: Ваш браузер может отображать иероглифы неправильно.